# Bakus-Wanda
Bakus-Wanda – wieś w Polsce położona w województwie lubelskim, w powiecie chełmskim, w gminie Wierzbica.
W latach 1975–1998 miejscowość administracyjnie należała do województwa chełmskiego.
Wieś stanowi sołectwo gminy Wierzbica. Według Narodowego Spisu Powszechnego z roku 2011 wieś liczyła 100 mieszkańców i była czternastą co do liczby ludności miejscowością gminy.